# マリオン郡 (オハイオ州)
マリオン郡（英: Marion County）は、アメリカ合衆国オハイオ州の中央部に位置する郡である。人口は6万5359人（2020年）。郡庁所在地はマリオンであり、同郡で人口最大の都市である。
マリオン郡はその全体でマリオン小都市圏を構成している。郡名はアメリカ独立戦争の軍人「沼地の狐」フランシス・マリオン将軍に因んで名付けられた。

## 地理
アメリカ合衆国国勢調査局に拠れば、郡域全面積は404.11平方マイル (1,046.6 km2)であり、このうち陸地403.76平方マイル (1,045.7 km2)、水域は0.35平方マイル (0.91 km2)で水域率は0.09%である。

### 隣接する郡
- クロウフォード郡 - 北東
- モロー郡 - 東
- デラウェア郡 - 南
- ユニオン郡 - 南西
- ハーディン郡 - 西
- ワイアンドット郡 - 北西

## 人口動態
以下は2000年国勢調査による人口統計データである。
| 基礎データ - 人口: 66,217人 - 世帯数: 24,578 世帯 - 家族数: 17,253 家族 - 人口密度: 63人/km2（164人/mi2） - 住居数: 26,298軒 - 住居密度: 25軒/km2（65軒/mi2） 人種別人口構成 - 白人: 92.10% - アフリカン・アメリカン: 5.75% - ネイティブ・アメリカン: 0.19% - アジア人: 0.52% - 太平洋諸島系: 0.01% - その他の人種: 0.49% - 混血: 0.95% - ヒスパニック・ラテン系: 1.09% 年齢別人口構成 - 18歳未満: 24.5% - 18-24歳: 8.3% - 25-44歳: 30.3% - 45-64歳: 23.5% - 65歳以上: 13.4% - 年齢の中央値: 37歳 - 性比（女性100人あたり男性の人口） - 総人口: 106.9 - 18歳以上: 107.1 | 世帯と家族（対世帯数） - 18歳未満の子供がいる: 32.3% - 結婚・同居している夫婦: 54.5% - 未婚・離婚・死別女性が世帯主: 11.4% - 非家族世帯: 29.8% - 単身世帯: 25.1% - 65歳以上の老人1人暮らし: 10.9% - 平均構成人数 - 世帯: 2.50人 - 家族: 2.98人 収入と家計 - 収入の中央値 - 世帯: 38,709米ドル - 家族: 45,297米ドル - 性別 - 男性: 33,179米ドル - 女性: 23,586米ドル - 人口1人あたり収入: 18,255米ドル - 貧困線以下 - 対人口: 9.7% - 対家族数: 7.4% - 18歳未満: 13.6% - 65歳以上: 5.5% |

## 政治
オハイオ州議会下院議員で、マリオン郡は第82および第83選挙区に分かれている。第82選挙区選出のジェフ・マクレーンは現在2期目であり、第83選挙区選出のドロシー・ペランダは2013年に任期満了となる予定である。上院議員では第26選挙区に属し、現在は2011年7月に就任したマリオン生まれ、マリオン・カトリック高校卒のデイブ・バークが務めている。

## 郡区

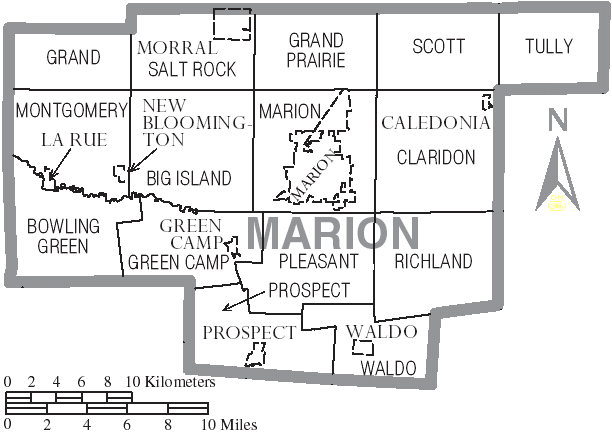
マリオン郡図

マリオン郡は下記15の郡区に分割されている。
| - ビッグアイランド - ボーリンググリーン - クラリドン - グランド - グランドプレーリー | - グリーンキャンプ - マリオン - モンゴメリー - プレザント - プロスペクト | - リッチランド - ソルトロック - スコット - タリー - ウォルド |

### 都市
- マリオン - 郡庁所在地

### 村
| - カレドニア - グリーンキャンプ - ラルー - モーラル | - ニューブルーミントン - プロスペクト - ウォルド |

### 未編入の町
| - ベルエアガーデンズ - ビッグアイランド - ブラッシュリッジ - センタービル - クラリドン - デクリフ - エスピービル | - カークパトリック - リン - マーテル - ミーカー - オークノール - オーウェンズ - トビアス |